# Be Good to Me
Singles de Ashley Tisdale
He Said She Said
(2007)
Pistes de Headstrong
He Said She Said Not Like That
Be Good to Me est un single d'Ashley Tisdale issu de l'album Headstrong  La chanson a été écrite par Kara DioGuardi, David Jassy, Joacim Persson et Nicolas Molinder, et a été produite par Twin.

## Crédits et personnels
- Chant: Ashley Tisdale

## Classement
| Classement (2006-2007) | Position |
| ---------------------- | -------- |
| Billboard Hot 100      | 80       |
| Billboard Pop 100      | 68       |

## Vidéos musicales
Le clip, réalisé par Chris Marrs Piliero, a été tourné sur le plateau de la tournée, High School Musical: The Concert (2006-2007). Les mêmes danseurs de réserve de Tisdale de la tournée ont été utilisés dans la performance pour la vidéo. Tisdale portant un débardeur à paillettes bleu avec un short en jean, court et danse autour d'un pont rouillé bleu, entourée de ses quatre danseurs de réserve. Un grand écran en arrière-plan alterne également entre des designs aux couleurs vives. La vidéo utilise la version radio de la chanson, qui ne comporte pas de voix rap de David Jassy. La vidéo a été diffusée en avant-première sur « Total Request Live » de MTV le 19 avril 2007.
Une nouvelle version de la vidéo a été diffusée pour la première fois sur la chaîne de télévision allemande Viva le 18 novembre 2008. La vidéo montre les mêmes images de la performance et des vidéos personnelles de Tisdale. La version rap de la chanson est utilisée dans la vidéo.
Be Good to me devient et reste le 2e single d'Ashley Tisdale à avoir le mieux marché aux US avec une 80e position au Billboard Hot 100. Le single connaitra son meilleur classement en Europe en 2008, plus précisément en Allemagne, avec une 57e place.